# Maxime Fleuriot
Maxime Fleuriot (sinh ngày 8 tháng 5 năm 1971) là một cầu thủ bóng đá đến từ Quần đảo Turks và Caicos, thi đấu ở vị trí tiền đạo.

## Sự nghiệp quốc tế
Fleuriot có màn ra mắt cho Turks và Caicos vào tháng 9 năm 2000 tại Western Union Super Cup trước Quần đảo Cayman và có tổng cộng 3 trận ra sân, ghi 1 bàn thắng. Ông cũng thi đấu 2 trận tại Vòng loại Cúp bóng đá Caribe 2006.